# TMED1
TMED1‏ (Transmembrane p24 trafficking protein 1) هوَ بروتين يُشَفر بواسطة جين TMED1 في الإنسان.